# Ignacio de la Carrera

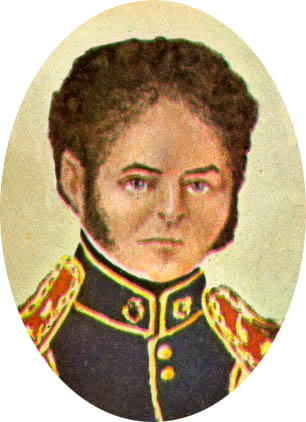
Ignacio de la Carrera

Ignacio de la Carrera y Cuevas (* 1747 in Santiago de Chile; † 1819 ebenda) war ein chilenischer Aristokrat und Politiker. Er war Mitglied der Ersten Regierungsjunta Chiles 1810 und Vater der Carrera Brüder, die zu den herausragenden Figuren des chilenischen Unabhängigkeitskrieges zählen. Die Wurzeln der Familie liegen im Baskenland.

## Leben
Ignacio Carrera wurde als Sohn von Ignacio de la Carrera y Ureta (1703–1760), einem Minenbesitzer, und Javiera de las Cuevas y Pérez de Valenzuela geboren. Er erbte ein beträchtliches Vermögen von seinen Eltern. Er heiratete Francisca de Paula Verdugo Fernández de Valdivieso y Herrera, mit der er vier Kinder hatte: Javiera, José Miguel, Juan José und Luis, die alle in Chiles Freiheitskrieg eine bedeutende Rolle spielen sollten.
Ignacio Carrera begann seine Militärlaufbahn bei der königlichen Miliz und trat 1777 in das Kavallerieregiment ein. Ungeachtet seiner militärischen Karriere kümmerte er sich weiterhin um die Unternehmungen der Familie und galt als einer der wohlhabendsten Männer Chiles. Seine Familie zählte zu den ersten Adelskreisen der Kolonie und so wurde er am 18. September 1810 in die Erste Regierungsjunta Chiles berufen. Mit diesem Ereignis wurde seine politische Ader geweckt.
1811 wurde er ans Oberste Regierungsgericht berufen und 1812 in die provisorische Regierungsjunta. 1814, als die Spanier die Macht in Chile zurückeroberten, wurde er verhaftet und auf die Juan-Fernández-Inseln verbannt. Ihm und seiner Familie wurde ein langwieriger Prozess gemacht.
Erst 1817 durften die Exilanten von Juan Fernández nach Chile zurückkehren. Hier musste er erfahren, dass seine Familie auseinandergerissen, geflohen und im argentinischen Exil verfolgt war. Seine Söhne Juan José und Luis wurden in Mendoza am 8. April 1818 hingerichtet, während Javiera und José Miguel im Exil lebten, die eine in Uruguay und der andere kämpfend in Argentinien. Die chilenische Regierung bürdete ihm sogar die Kosten für die öffentliche Erschießung seiner Söhne in Argentinien auf. Dieses Ereignis brach schließlich seinen Lebenswillen, und er starb in Santiago weniger als ein Jahr später.